# Pareja López
José Luis López Sánchez (Guadalajara; 12 de agosto de 1955), más conocido como Pareja López, es un exfutbolista mexicano que jugaba en el mediocampo ofensivo. Es padre del exfutbolista José Luis López Monroy.

## Trayectoria
Recibió su primer contrato profesional a los 17 años con los Pumas de la UNAM y rápidamente se convirtió en un habitual prolífico. En su primera campaña en la 1972-73, anotó seis goles y aumentó a nueve tantos en la siguiente.
Entre 1981 y 1985, estuvo bajo contrato con Tampico-Madero FC y los siguientes tres años con el Club Necaxa. Luego terminó su carrera activa con las Cobras de Ciudad Juárez.

## Selección nacional
Debutó con la selección de México en 1980, asistiendo al Campeonato de Naciones de la Concacaf de 1981, quedando en tercer lugar.

### Participaciones en Campeonatos Concacaf
| Copa                                       | Sede     | Resultado     | Part. | Goles |
| ------------------------------------------ | -------- | ------------- | ----- | ----- |
| Campeonato de Naciones de la Concacaf 1981 | Honduras | Tercer puesto | 3     | 0     |

## Palmarés

### Títulos nacionales
| Título               | Equipo               | País   | Año     |
| -------------------- | -------------------- | ------ | ------- |
| Copa México          | Universidad Nacional | México | 1974-75 |
| Campeón de Campeones | Universidad Nacional | México | 1974-75 |
| Primera División     | Universidad Nacional | México | 1976-77 |
| Primera División     | Universidad Nacional | México | 1980-81 |

### Títulos internacionales
| Título                           | Equipo               | País        | Año  |
| -------------------------------- | -------------------- | ----------- | ---- |
| Copa de Campeones de la Concacaf | Universidad Nacional | Tegucigalpa | 1980 |
| Copa Interamericana              | Universidad Nacional | Los Angeles | 1981 |